# Cláudia Costin
Cláudia Maria Costin (sinh ngày 24 tháng 1 năm 1956) là một công chức và học giả người Brazil.
Là con gái của Maurício Costin và Lídia Costin, cô được sinh ra ở São Paulo, Brazil. Costin đã học ngành hành chính công tại trường Escola de Adecração de Empresas de São Paulo (Eaesp) và đến năm 1986 cô được nhận bằng thạc sĩ kinh tế từ chính trường này. Khi còn là sinh viên tại trường, cô đã hoạt động trong Partido Comunista do Brasil và đã từng bị cảnh sát bắt hai lần. Cô là người đồng sáng lập Partido Revolucionário Comunista.
Costin đã từng là giảng viên của các trường Đại học Công giáo São Paulo, tổ chức Insper, École nationalale d' ad publique ở Quebec, Trường đại học giáo dục Harvard và Eaesp.
Từ năm 2009 đến 2014, cô là thư ký giáo dục cho tiểu bang Rio de Janeiro. Từ 2014 đến 2016, Costin là giám đốc giáo dục cấp cao của Tập đoàn Ngân hàng Thế giới và đã từng là phó chủ tịch của Fundação Victor Civita và thư ký điều hành cho Viện Helio Beltrao. Cô đã giúp thành lập Todos pela Educação và phục vụ trong ủy ban kỹ thuật của nó. Costin cũng từng là Bộ trưởng Văn hóa cho tiểu bang São Paulo và Bộ trưởng Hành chính công và Cải cách Nhà nước.
Năm 2017, cô được vinh danh với giải Văn hóa Ordem do Mérito của Brazil.